# Nang Ta-khian
Nang Ta-khian (tiếng Thái: นางตะเคียน, "Lady of Ta-khian") là một linh hồn ma nữ trong văn hóa dân gian của Thái Lan. Hồn ma này thường xuất hiện ở cây sao đen. Đây là loài cây rất lớn được gọi là Ta-khian (ตะเคียน) trong tiếng Thái, do đó hồn ma mang tên loài cây này.